# احمد معصومی کوچصفهانی
احمد معصومی کوچ‌صهفانی (متولد ۱۳۰۳ رشت، متوفی ۲۲ اسفند ۱۳۵۷) بازجوی ساواک مشهور به مؤید بود. او دارای تحصیلات فوق لیسانس مطالعات و تحقیقات اجتماعی بود. ابتدا او آموزگار بود، سپس در سال ۱۳۳۸ به استخدام ساواک درآمد و بازجوی متخصص بخش ۱۳ و کمیته مشترک بود. او پس از پیروزی انقلاب اسلامی دستگیر و پس از محاکمه محکوم به اعدام گردید و در ۲۲ اسفند ۱۳۵۷ اعدام شد.

## تحصیلات و سابقه کاری
او در سال ۱۳۳۱ شمسی وارد دانشکده حقوق و علوم سیاسی دانشگاه تهران شده و مدرک لیسانس قضایی گرفت. کوچصفهانی در تیر ماه سال ۱۳۳۸ با نام مستعار مؤید به استخدام ساواک درآمده و در اداره کل سوم مشغول به کار شد. وی در غالب دوران حضور در ساواک به کار بازجویی اشتغال داشته و بسیاری از مبارزان و انقلابیون را بازجویی نمود.

## قربانی‌ها
یکی از قربانی‌ها، محمدرضا مهدوی کنی بوده است. این فرد به خانواده مجاهدین خلق کمک مالی می‌کرده است. بازجویان ساواک می‌خواستند مهدوی کنی را مجبور به اعتراف علیه خود کنند.

## محاکمه و اعدام
دادگاه انقلاب اسلامی تهران در ساعت ۵ بامداد حکم آقای کوچصفهانی و ۱۰ تن دیگر اعلام نمود و آن‌ها را «مفسد فی الارض» شناخته و به اعدام محکوم کرد. حکم اعدام در ساعت ۶ و ۵۸ دقیقه صبح به وسیلهٔ جوخه‌های آتش در میدان تیر زندان قصر به اجرا درآمد. وی متأهل بود و در زمان اعدامش، دارای ۴ فرزند بود.